# Cottus transsilvaniae
Cottus transsilvaniae är en fiskart som ingår i  familjen simpor. IUCN kategoriserar arten globalt som otillräckligt studerad.